# Anna-Marie Keighley
Anna-Marie Keighley (Taranaki, 1982. június 30. –) új-zélandi női nemzetközi labdarúgó-játékvezető.

## Pályafutása
Középiskolás korában ismerkedett meg a labdarúgással. Az iskola csapatában játszott. Főiskolás korában a társadalmi megítélés miatt nem volt lehetősége játszani. Kollégiumi tanárként folytatta a játékot, edzi a lányokat és segített, mint játékvezető.
A RDA Játékvezető Bizottságának (JB) minősítésével 2007-től az Premiership játékvezetője. Küldési gyakorlat szerint rendszeres 4. bírói illetve alapvonalbírói tevékenységet is végez. A női labdarúgó bajnokság kiemelten foglalkoztatott bírója.
A Új-zélandi labdarúgó-szövetség JB terjesztette fel nemzetközi játékvezetőnek, a Nemzetközi Labdarúgó-szövetség (FIFA) 2010-től tartja nyilván női bírói keretében. A FIFA JB központi nyelvei közül a angolt beszéli. Az OFC JB minősítésével elit kategóriás bíró. Több nemzetek közötti válogatott (Női labdarúgó-világbajnokság), valamint klubmérkőzést vezetett, vagy működő társának 4. bíróként segített. Foglalkoztatására jellemző, hogy 2010-ben 10 nemzetközi mérkőzést vezetett az Óceániai Labdarúgó-szövetség (OFC) keretében.
A 2014-es U17-es női labdarúgó-világbajnokságon a FIFA JB hivatalnokként vette igénybe szolgálatát.
| Időpont           | Helyszín                                   | Mérkőzés típusa              | Mérkőzés              | Eredmény | Nézők száma |
| ----------------- | ------------------------------------------ | ---------------------------- | --------------------- | -------- | ----------- |
| 2014. március 19. | Alejandro Morera Soto Stadion, Alajuela    | csoportmérkőzés (D. csoport) | Mexikó–Kína           | 4 – 0    | 4629        |
| 2014. március 22. | Ricardo Saprissa Aymá Stadion, Tibas       | csoportmérkőzés (A. csoport) | Zambia–Costa Rica     | 2 – 1    | 9658        |
| 2014. március 27. | Edgardo Baltodano Briceño Stadion, Liberia | egyik negyeddöntő            | Nigéria–Spanyolország | 0 – 3    | 38 000      |

A 2015-ös női labdarúgó-világbajnokságon a FIFA JB kiemelkedően foglalkoztatta játékvezetőként. A FIFA JB 2015 márciusában nyilvánosságra hozta annak a 29 játékvezetőnek (22 közreműködő valamint 7 tartalék, illetve 4. bíró) és 44 asszisztensnek a nevét, akik közreműködtek Kanadában a női labdarúgó-világbajnokságon. A kijelölt játékvezetők és asszisztensek 2015. június 26-án Zürichben, majd két héttel a világtorna előtt Vancouverben vettek rész továbbképzésen, egyben végrehajtották a szokásos elméleti és fizikai Cooper-tesztet. Az első női játékvezető a világon, aki egy világbajnokságon 5 mérkőzést vezethetett. Öt mérkőzést rajta kívül, kettő világbajnoksági részvétellel három játékvezető, (Gaál Gyöngyi, Jenny Palmqvist, Bibiana Steinhaus) vezetett.
| Időpont          | Helyszín                       | Mérkőzés típusa              | Mérkőzés                | Eredmény | Nézők száma |
| ---------------- | ------------------------------ | ---------------------------- | ----------------------- | -------- | ----------- |
| 2015. június 7.  | TD Place Stadion, Ottawa       | csoportmérkőzés (B. csoport) | Norvégia–Thaiföld       | 4 – 0    | 20 953      |
| 2015. június 13. | Városi Stadion, Moncton        | csoportmérkőzés (F. csoport) | Anglia–Mexikó           | 2 – 1    | 13 138      |
| 2015. június 17. | TD Place Stadion, Ottawa       | csoportmérkőzés (E. csoport) | Dél-Korea–Spanyolország | 2 – 1    | 21 562      |
| 2015. június 21. | BC Place, Vancouver            | egyik nyolcaddöntő           | Kanada–Svájc            | 1 – 0    | 53 855      |
| 2015. július 1.  | Commonwealth Stadion, Edmonton | egyik elődöntő               | Japán–Anglia            | 2 – 1    | 31 467      |

A 2016. évi nyári olimpiai játékokon a FIFA JB bírói szolgálatra jelölte.
| Időpont             | Helyszín                                    | Mérkőzés típusa              | Mérkőzés                             | Eredmény | Nézők száma |
| ------------------- | ------------------------------------------- | ---------------------------- | ------------------------------------ | -------- | ----------- |
| 2016. augusztus 6.  | Arena de São Paulo, São Paulo               | csoportmérkőzés (F. csoport) | Németország–Ausztrália               | 2 – 2    | 37 475      |
| 2016. augusztus 16. | Estádio Nacional de Brasília, Brazíliaváros | egyik negyeddöntő            | Amerikai Egyesült Államok–Svédország | 1 – 1    | 13 892      |